# 半帶海豬魚
半帶海豬魚，為輻鰭魚綱鱸形目隆頭魚亞目隆頭魚科的其中一種，分布於東太平洋區，從美國加州至墨西哥加利福尼亞灣海域，棲息深度可達24公尺，體長可達38公分，棲息在岩石底質海域、潮池，受驚嚇時會躲入沙中，屬肉食性，以甲殼類、腹足類等為食，可作為觀賞魚。